# Robert Fair
Robert Fair (* 4. September 1891 in Keelognes, Irland; † 1. November 1954) war ein  kanadischer Politiker.
Fair war ein irischer Einwanderer und bewirtschaftete eine Farm. 1935 kandidierte er bei der Unterhauswahl für die Social Credit Party im Wahlkreis Battle River und siegte gegen Henry Elvins Spencer.
Später war er Mitglied von New Democracy. Er gehörte bis zu seinem Tod am 1. November 1954 dem Unterhaus an.